# ジェイムズ・キア

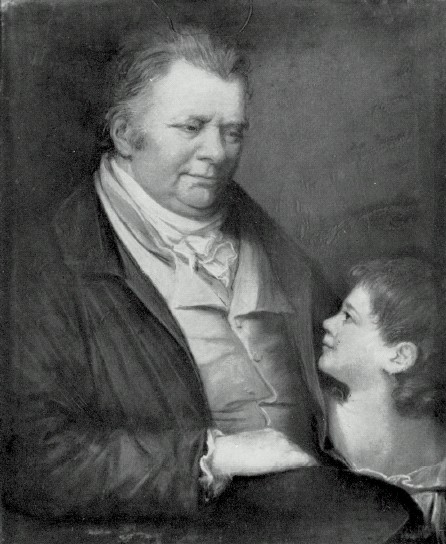

ジェイムズ・キア（James Keir、1735年9月20日 - 1820年10月11日）は、スコットランドの化学者、地質学者、工業実業家、発明者。ロイヤル・ソサエティの会員（1785年12月 - ）、バーミンガムのルナー・ソサエティの一員。

## 生涯と業績
キアはスコットランドのスターリンシャーにて、1735年、ジョン、マグダリン・キア夫妻の18番目の子供として生まれる。エディンバラの王立高等学校（Royal High School）に通い、エディンバラ大学で医学を学んだ。大学で生涯の親交を結ぶエラスムス・ダーウィンと出会った。
22歳の時、陸軍に入隊し、七年戦争の間は西インド諸島に配属される。1768年任務を終える。任期中、アレクサンダー・ブレア（Alexander Blair）と友情を育む。また、軍隊生活の中で早朝から古典や軍事関係の著作を読んで学び、ポリュビオスの翻訳も行った。戦争技術に関する論考も執筆するが、出版社にて焼失の憂き目にあう。
キアはその後はスタッフォードシャーのウェスト・ブロムウッチのヒル・トップ（Hill Top, West Bromwich, Staffordshire）に居を構え、化学と地質学に没頭した。1772年、スタウアブリッジ（Stourbridge）近くのアンブルコート（Amblecote）の老舗のガラス細工事業を引き受け、複数の人との協同運営に携わった。その時期にも化学実験を続け、特にアルカリ金属の特性を研究した。論文"On the Crystallisations observed on Glass"は王立協会に友人ジョージョ・フォーダイス（Goerge Fordyce）の手を通して提出され、同協会の『哲学年報』に1776年にて公表された。
同年の初めころ、彼はフランス人科学者ピエール・ジョゼフ・マケ（Pierre-Joseph Macquer, en）の『化学辞典』（Dictionnaire de Chymie, 1766）の翻訳を完成させ、そこに補遺と注釈をつけて2巻の四つ折り本として1777年ロンドンで出版した。同年にa Treatise on the Different kinds of Elastic Fluids or Gasesを出版。ケアはバーミンガムの実業家マシュー・ボールトンと親交をもち、1768年にはボールトン宅でジェームズ・ワットと、さらに1800年ワットの息子グレゴリーを通じてハンフリー・ディビーと親交を持つ。
スザンナ・ハーヴェイ（Susanna Harvey, 1747-1802）と1770年に結婚し、子供はアメリア（Amelia, 1780-1857）一人をもうける。
1778年、ガラス製造業から手を引き、バーミンガムのソーホーでの技術工場でブルトンとワットが不在の時の単独責任者になった。ただし、ブルトンらとの共同事業のオファーは財政上のリスクから断り、手紙複写機の製造のみ関わった。
1779年、銅、亜鉛、鉄の合金技術の発明し、特許を取得する。これは後にMuntz metal(en)と呼ばれるものとほとんど同じものと言われている。
1780年、退役したアレクサンダー・ブレアと協同して、ダドリー近くのティプトンに化学工場を設立し、硫酸カリと硫酸ソーダからアルカリ塩を製造するが、後に石鹸の製造も始めた。工場近くの道路はSoap Factory Road（現在はFactory Road）と呼ばれた。
ジョゼフ・プリーストリーが1780年にバーミンガムに来た時、彼は、二酸化炭素と大気との区別をしたキアを有能な助手として雇った。キアはプリーストリーとともに気体の特性の研究を行った。1787年3月3日、キアは王立協会に "Experiments on the Congelation of the Vitriolic Acid"を、1788年5月1日には "Remarks on the Principle of Acidity, Decomposition of Water, and Phlogiston"を提出した。1789年に自身の『化学辞典』（"Dictionary of Chemistry"）第一部を出版したが、依拠していたフロギストン説の問題を認識するようになり、中断した。
1794年頃、キアとブレアはダドリーとティプトン近郊のティヴィデイル地区（Tividale area）の土地を購入し、ティヴィデイル炭鉱を建設した。キアはスタフォードシャーで鉱物学を学び、1798年にステビング・ショー（Stebbing Shaw）の History of Staffordshireに鉱物についての論文を寄稿した。1811年キアは地質学会に多くの標本付きの論文"An Account of the Strata in sinking a Pit in Tividale Colliery"を提出する。
1807年12月、ヒルトン・バークでブレアの元に滞在中、ウェスト・ブロムウィッチの自宅が焼失するが、彼の蔵書や論文の大半は無事であった。しばらく近所の小さな農家で過ごすことになる。
キアは1820年10月11日にウェスト・ブロムウィッチにて死去。シャールモント（Charlemont）のオール・セイント・チャーチにて埋葬される。

## 科学以外の著作
1791年キアはルナー・ソサイエティでの友人の一人トマス・デイ（1748-1789）enの未亡人の希望に応え、デイの回想録（An Account of the Life and Writings of Thomas Day, Esq）を書いた。
同年、フランス革命への共鳴を公言したことで、ある晩餐会で激しい非難を浴び、それに対して "Extinguisher Maker"、"T. Sobersides"、"High Church Politics"といったパンフレットで自分とプリーストリーを擁護した。しかし1793年には"The Martial Character of Nations"というパンフレットを公表し、フランス人の非和平的性格から国防の必要性を訴えた。10年後にはReflections on the Invasion of Great Britain by the French Armies; on the Mode of Defence; and on the useful application of the National Levies (1803)を著した。
詩作もたしなみ、ダーウィンに対してBotanic Gardenの第二部に対して多くの改良案を提案し、採用された。貴重な資料となるはずの知人と交わした手紙の多くは、1845年、ウォースターシャーの娘の邸宅の火事によって焼失した。